# Норблен, Ян
Александр Жан (Ян) Норблен (фр. Alexandre-Jean-Constantin Norblin; пол. Jan Norblin; январь 1777, Варшава — 23 марта 1828, Варшава) — польский скульптор, литейщик и предприниматель французского происхождения.

## Биография

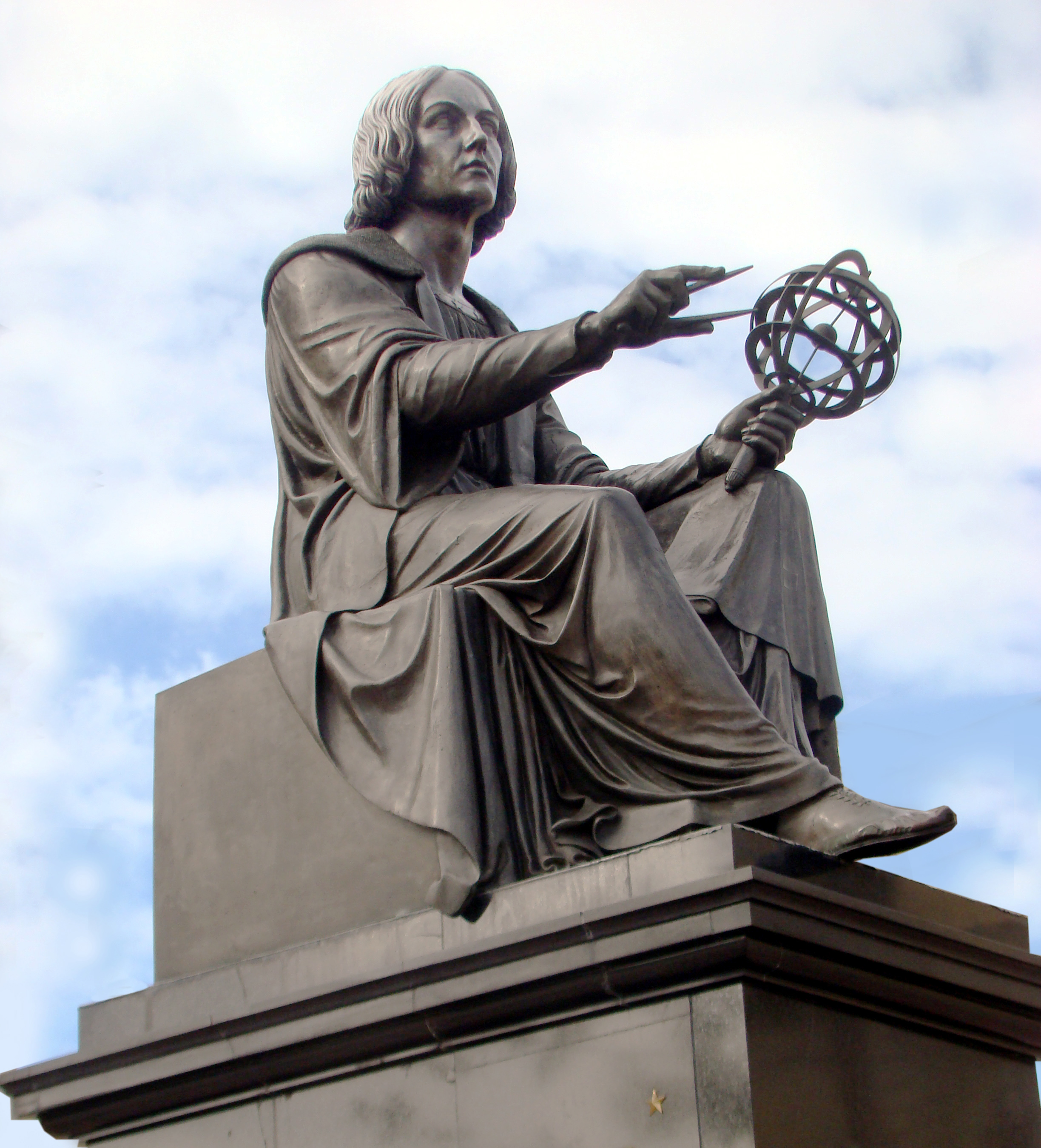
памятник Николаю Копернику в Варшаве по модели Торвальдсена был отлит в мастерской Норблена.

Родился в 1777 году в Варшаве в семье жившего и работавшего там художника-француза Жана-Пьера Норблена де ла Гурдена (1740 или 1745—1830). Его братьями были музыкант Луи Пьер Мартен Норблен (1781—1854) и художник Себастьен Норблен (1796—1884). Матерью будущего скульптора была полька Мария Токарская.
Для получения образования Жан Норблен отправился во Францию, где учился в Королевской академии живописи и скульптуры в мастерской Жана-Батиста Стуфа. В 1800 году он выиграл Римскую премию второй степени в области скульптуры, разделив её с Фридрихом Тиком; при этом Римская премия первой степени в его номинации в тот год не присуждалась.
В дальнейшем Жан Норблен почти 20 лет жил и работал во Франции, однако затем, в отличие от своих братьев, в 1819 году вернулся в Польшу по приглашению правительства Царства Польского. Пригласив из Франции нескольких мастеров: Клода Грегуара (который вскоре стал его партнёром) с сыновьями, и Жана Труве, Норблен в 1820 году открыл в Варшаве мастерскую, выпускавшую широкий ассортимент ампирных бронзовых изделий по собственным проектам. Мастерская Норблена изготовляла канделябры, часы, жирандоли, металлические вазы, кухонные принадлежности.
Кроме многочисленных мелких заказов, мастерская Норблена охотно бралась за исполнение фасадных бронзовых скульптурных барельефов и создание утвари для католических церквей. Так, Норбленом были созданы три барельефа для перестраивавшегося фасада дворца Мостовских и церковная утварь для костёла Святого Александра на варшавской Площади Трёх Крестов. Кроме того, именно в мастерской Норблена был отлит памятник Николаю Копернику по проекту Бертеля Торвальдсена, установленный перед дворцом Сташица в Варшаве.
Норблен был женат на Марианне Билхот (1787—1863) и имел шестерых детей.
Ян Норблен скончался в 1828 году в Варшаве и был похоронен там же на кладбище Старые Повонзки. Его бизнес успешно продолжили наследники, так что к началу XX века мастерская Норбленов стало полноценным литейным заводом и одним из крупнейших предприятий Польши. Национализированный в 1948 году, завод продолжал работать, как государственный, в Польской народной республике, и был закрыт только в 1982 году.